# Decúbit pron

Posicions de decúbit

La posició de decúbit pron és la posició corporal en què la persona es troba plana amb el pit cap avall i l'esquena cap amunt. En termes anatòmics de localització, el costat dorsal és amunt i el costat ventral baix. La posició de decúbit supí és el contrari.